# Victor Gonzalez
Victor Gonzalez je americký televizní režisér.
Svou kariéru začínal jako kameraman u seriálu Alf. Za kameru se vrátil také u seriálu Roseanne, Ženatý... se závazky, Kutil Tim, Deník zasloužilé matky a That's So Raven.
Jeho debut v oblasti režie započal v sitcomu Los Beltrán v roce 2000. Od té doby se podílí na mnoha seriálech jako režisér: Half & Half, George Lopez, Kouzelníci z Waverly, Královská dvojčata, Jsem v kapele, Farma R.A.K., Rules of Engagement, Laboratorní krysy, Level Up, Nakopni to, Jessie, See Dad Run, Wendell & Vinnie, Instant Mom, The Thundermans, Mike a Molly a další. Podílel se také na televizním speciálu seriálu Kouzelníci z Waverly Návrat Kouzelníků: Alex vs. Alex.